# Żyły grzbietowe języka

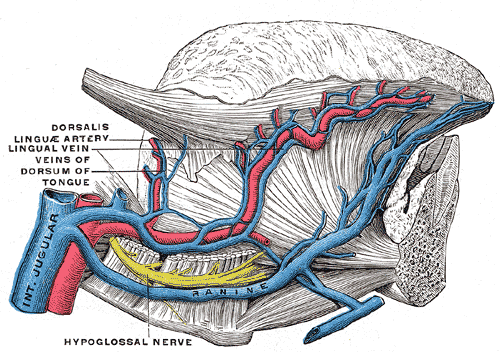
Naczynia i nerwy języka. Żyły grzbietowe języka podpisane veins of dorsum of tongue.

Żyły grzbietowe języka (łac. venae dorsales linguae) – w anatomii człowieka żyły odprowadzające krew z języka. Powstają w sieci podśluzowej nasady języka, towarzyszą w swoim przebiegu gałęziom grzbietowym tętnicy językowej. Wpadają do żyły językowej, wytwarzają także połączenia z żyłami krtani. Obecne są w nich zastawki.